# Giancarlo Antonelli (Bischof, 1690)
Giovanni Carlo Antonelli (* 12. Juli 1690 in Velletri; † 1768) war ein italienischer römisch-katholischer Geistlicher und Weihbischof im suburbikarischen Bistum Velletri.

## Leben
Giancarlo Antonelli stammte aus einer Patrizierfamilie Velletris. Ein gleichnamiger Verwandter Giancarlo Antonelli (1611–1694) war ab 1677 Bischof von Ferentino.
Antonelli war vom 21. Mai 1736 bis etwa 1739 Apostolischer Internuntius in Savoyen. Er empfing am 2. April 1752 die Diakonen- und zwei Tage später die Priesterweihe.
Zum Weihbischof im Bistum Velletri, das zu jener Zeit mit dem Bistum Ostia in Personalunion vereinigt war, wurde Giovanni Carlo Antonelli am 15. Mai 1752 bestellt, gleichzeitig wurde er zum Titularbischof von Dioclea ernannt. Die Bischofsweihe spendete ihm am 4. Juni desselben Jahres der Kardinalbischof von Frascati, Giovanni Antonio Guadagni OCD; Mitkonsekratoren waren die Erzbischöfe Michele Maria Vincentini und Giovanni Andrea Tria, ehemaliger Bischof von Larino.